# 徳永亮
徳永 亮（とくなが りょう、1985年8月13日 - ）は、2016年現在トップリーグリコーブラックラムズに所属するラグビー選手。

## プロフィール
- 熊本県玉名市出身。
- ポジションはスタンドオフ(SO)。
- 身長 183cm、体重 90kg
- ニックネームはトク。
- 九州代表に選ばれたことがある[1]

## 略歴
中学校からラグビーを始めた。
2004年、熊本西高校卒業後、立命館大学に入るも不整脈のため退学し、帝京大学に入学する。
2009年、帝京大学ラグビー部の副将に就任した。
2010年、帝京大学卒業後、リコーブラックラムズに加入。
2012年12月15日に行われたジャパンラグビートップリーグ第11節のNTTドコモレッドハリケーンズ戦に先発出場で公式戦初出場を果たす。